# 孝東交流道
孝東交流道為台62甲線的交流道，位於基隆市信義深澳坑，指標為3.2K，分別於2013年2月5日（孝東至四腳亭）及2013年12月19日（孝東至基隆端）通車，可聯絡孝東路藉以通往基隆市區及八斗子等地區。
|        | 3 孝東 |                 | 南下 | 瑞芳 基隆 |
| 北上   | 3 孝東 | 基隆信義區 瑞芳 |      |           |
| 孝東路 | 3 孝東 |                 |      |           |